# Maria Jose Alvarado
Maria Jose Alvarado Muñoz (Santa Rosa de Copán, 19 de julho de 1995 — Cablotales, 13 de novembro de 2014) foi uma modelo hondurenha, eleita miss Honduras Mundo 2014.
Maria Jose cursava graduação em Ciências da Computação no Instituto Politécnico de Santa Bárbara. Em 2012, venceu o concurso Miss Teen Honduras.
Ela e sua irmã Sofia Trinidad desapareceram após uma festa no dia 13 de novembro de 2014,. No dia 19 de novembro, quando Maria Jose deveria viajar a Londres, foram encontrados, enterrados, os corpos dela e da irmã. Plutarco Ruiz, namorado de Sofia, foi preso como suspeito. Com ele foram encontrados a arma do crime e o veículo usado para transportar os cadáveres.